# Biathlon-Weltmeisterschaften 1996
Die 31. Biathlon-Weltmeisterschaften fanden vom 3. bis 11. Februar 1996 im deutschen Ruhpolding statt.
Mit Sprint (Männer: 10 km / Frauen: 7,5 km), Einzelwettbewerb (Männer: 20 km / Frauen: 15 km), Staffel (Männer/Frauen: je 4 × 7,5 km) und Mannschaftswettkampf (Männer: 10 km / Frauen: 7,5 km) kamen wie bei den letzten Weltmeisterschaften in Antholz je vier Disziplinen für Frauen und Männer zur Austragung.

## Männer

### Sprint 10 km
| Platz | Land        | Sportler             | Zeit/Rückstand | Schießfehler |
| ----- | ----------- | -------------------- | -------------- | ------------ |
| 01    | Russland    | Wladimir Dratschow   | 026:52,3 min   | 1 (0-1)      |
| 02    | Russland    | Wiktor Maigurow      | 00+9,7 s00     | 0 (0-0)      |
| 03    | Italien     | René Cattarinussi    | 00+38,7 s00    | 0 (0-0)      |
| 04    | Italien     | Pieralberto Carrara  | 00+38,9 s00    | 0 (0-0)      |
| 05    | Norwegen    | Frode Andresen       | 00+41,4 s00    | 1 (0-1)      |
| 06    | Norwegen    | Ole Einar Bjørndalen | 00+44,4 s00    | 0 (0-0)      |
| 07    | Italien     | Wilfried Pallhuber   | 00+48,4 s00    | 0 (0-0)      |
| 08    | Tschechien  | Petr Garabík         | +1:05,7 min    | 0 (0-0)      |
| 09    | Russland    | Sergei Tarassow      | +1:08,6 min    | 2 (1-1)      |
| 10    | Russland    | Alexei Kobelew       | +1:15,2 min    | 0 (0-0)      |
|       |             |                      |                |              |
| 12    | Deutschland | Ricco Gross          | +1:21,9 min    | 0 (0-0)      |
|       |             |                      |                |              |
| 19    | Deutschland | Sven Fischer         | +1:40,3 min    | 0 (0-0)      |
|       |             |                      |                |              |
| 26    | Italien     | Patrick Favre        | +2:04,1 min    | 2 (0-2)      |
|       |             |                      |                |              |
| 29    | Osterreich  | Ludwig Gredler       | +2:17,9 min    | 1 (0-1)      |
|       |             |                      |                |              |
| 33    | Deutschland | Frank Luck           | +2:20,9 min    | 2 (1-1)      |
|       |             |                      |                |              |
| 36    | Deutschland | Mark Kirchner        | +2:23,8 min    | 2 (0-2)      |
|       |             |                      |                |              |
| 39    | Osterreich  | Wolfgang Perner      | +2:28,3 min    | 2 (0-2)      |
|       |             |                      |                |              |
| 53    | Osterreich  | Reinhard Neuner      | +3:01,8 min    | 3 (0-3)      |
| 54    | Schweiz     | Jean-Marc Chabloz    | +3:03,1 min    | 3 (1-2)      |
|       |             |                      |                |              |
| 60    | Schweiz     | Reto Hänni           | +3:29,1 min    | 1 (0-1)      |
|       |             |                      |                |              |
| 71    | Schweiz     | Max Sänger           | +3:59,5 min    | 2 (0-2)      |
|       |             |                      |                |              |
| 76    | Osterreich  | Martin Pfurtscheller | +4:28,2 min    | 4 (1-3)      |
|       |             |                      |                |              |
| 86    | Schweiz     | Corsin Rauch         | +7:05,7 min    | 5 (1-4)      |
| …     |             |                      |                |              |

Datum: 9. Februar 1996

### Einzel 20 km
| Platz | Land         | Sportler            | Zeit/Rückstand [min] | Schießfehler |
| ----- | ------------ | ------------------- | -------------------- | ------------ |
| 01    | Russland     | Sergei Tarassow     | 052:03,2             | 0 (0-0-0-0)  |
| 02    | Russland     | Wladimir Dratschow  | +2:06,1              | 2 (0-0-0-2)  |
| 03    | Belarus 1995 | Wadsim Saschuryn    | +2:10,7              | 1 (0-1-0-0)  |
| 04    | Italien      | Hubert Leitgeb      | +2:26,1              | 0 (0-0-0-0)  |
| 05    | Russland     | Alexei Kobelew      | +3:04,8              | 2 (0-1-0-1)  |
| 06    | Polen        | Tomasz Sikora       | +3:18,0              | 1 (1-0-0-0)  |
| 07    | Belarus 1995 | Aljaksandr Papou    | +3:32,8              | 1 (0-0-0-1)  |
| 08    | Deutschland  | Frank Luck          | +3:41,8              | 1 (0-0-0-1)  |
| 09    | Deutschland  | Ricco Gross         | +3:46,2              | 2 (1-0-0-0)  |
| 10    | Schweiz      | Jean-Marc Chabloz   | +3:48,9              | 2 (0-1-0-0)  |
|       |              |                     |                      |              |
| 17    | Italien      | Patrick Favre       | +4:54,2              | 2 (0-1-0-1)  |
| 18    | Italien      | Pieralberto Carrara | +4:59,8              | 3 (0-1-2-0)  |
|       |              |                     |                      |              |
| 22    | Deutschland  | Sven Fischer        | +5:11,7              | 3 (0-1-2-0)  |
|       |              |                     |                      |              |
| 25    | Deutschland  | Peter Sendel        | +5:22,4              | 2 (1-1-0-0)  |
|       |              |                     |                      |              |
| 33    | Osterreich   | Wolfgang Perner     | +6:17,9              | 4 (0-1-1-2)  |
|       |              |                     |                      |              |
| 35    | Osterreich   | Hannes Obererlacher | +6:26,7              | 1 (0-0-0-1)  |
|       |              |                     |                      |              |
| 41    | Italien      | Wilfried Pallhuber  | +7:05,7              | 4 (1-2-0-1)  |
|       |              |                     |                      |              |
| 46    | Osterreich   | Ludwig Gredler      | +7:36,1              | 6 (0-2-2-2)  |
|       |              |                     |                      |              |
| 61    | Schweiz      | Reto Hänni          | +9:37,6              | 3 (0-2-0-1)  |
|       |              |                     |                      |              |
| 74    | Osterreich   | Reinhard Neuner     | +11:07,8             | 7 (1-2-2-3)  |
|       |              |                     |                      |              |
| 76    | Schweiz      | Max Sänger          | +11:23,3             | 5 (0-2-0-3)  |
|       |              |                     |                      |              |
| 87    | Schweiz      | Corsin Rauch        | +15:23,5             | 8 (2-3-1-2)  |
| …     |              |                     |                      |              |

Datum: 4. Februar 1996

### Staffel 4 × 7,5 km
| Platz | Land/Sportler                                                                                  | Zeit/Rückstand | Schießfehler    |
| ----- | ---------------------------------------------------------------------------------------------- | -------------- | --------------- |
| 01    | Russland 0000Wiktor Maigurow 0000Wladimir Dratschow 0000Sergei Tarassow 0000Alexei Kobelew     | 001:19:50,8 h  | 0-0             |
| 02    | Deutschland 0000Ricco Gross 0000Peter Sendel 0000Frank Luck 0000Sven Fischer                   | 0+1:00,1 min   | 0-1 0-0 0-1     |
| 03    | Belarus 0000Aljaxej Ajdarau 0000Aleh Ryschankou 0000Wadsim Saschuryn 0000Aljaksandr Papou      | 0+1:15,1 min   | 0-0             |
| 04    | Norwegen 0000Egil Gjelland 0000Frode Andresen 0000Dag Bjørndalen 0000Ole Einar Bjørndalen      | 0+1:41,8 min   | 0-0             |
| 05    | Frankreich 0000Franck Perrot 0000Raphaël Poirée 0000Thierry Dusserre 0000Hervé Flandin         | 0+2:30,2 min   | 0-0             |
| 06    | Finnland 0000Vesa Hietalahti 0000Ville Räikkönen 0000Erkki Latvala 0000Paavo Puurunen          | 0+2:51,9 min   | 1-0 0-0 1-0 0-0 |
| 07    | Polen 0000Wiesław Ziemianin 0000Tomasz Sikora 0000Wojciech Kozub 0000Jan Ziemianin             | 0+3:00,2 min   | 0-0             |
| 08    | Österreich 0000Hannes Obererlacher 0000Wolfgang Perner 0000Reinhard Neuner 0000Ludwig Gredler  | 0+3:32,3 min   | 0-1 0-0 0-1     |
| 09    | Schweden 0000Rickard Noberius 0000Tord Wiksten 0000Jonas Eriksson 0000Fredrik Kuoppa           | 0+4:01,3 min   | 0-1 0-0 0-1     |
| 10    | Italien 0000René Cattarinussi 0000Wilfried Pallhuber 0000Patrick Favre 0000Pieralberto Carrara | 0+4:02,3 min   | 0-0             |
|       |                                                                                                |                |                 |
| 18    | Schweiz 0000Reto Hänni 0000Jean-Marc Chabloz 0000Max Sänger 0000Corsin Rauch                   | 0+7:06,2 min   | 0-0             |
| …     |                                                                                                |                |                 |

Datum: 11. Februar 1996

### Mannschaft
| Platz | Land/Sportler                                                                                  | Zeit/Rückstand | Schießfehler |
| ----- | ---------------------------------------------------------------------------------------------- | -------------- | ------------ |
| 1     | Belarus 0000Pjotr Iwaschka 0000Aleh Ryschankou 0000Aljaksandr Papou 0000Wadsim Saschuryn       | 026:05.6 min   | 0            |
| 2     | Russland 0000Wladimir Dratschow 0000Pawel Muslimow 0000Wiktor Maigurow 0000Sergei Roschkow     | 00+32,3 s00    | 2            |
| 3     | Italien 0000René Cattarinussi 0000Hubert Leitgeb 0000Pieralberto Carrara 0000Patrick Favre     | 00+44,2 s00    | 3            |
| 4     | Norwegen 0000Egil Gjelland 0000Halvard Hanevold 0000Jon Åge Tyldum 0000Ole Einar Bjørndalen    | +1:11,7 min    | 4            |
| 5     | Österreich 0000Reinhard Neuner 0000Wolfgang Perner 0000Ludwig Gredler 0000Martin Pfurtscheller | +1:17,9 min    | 4            |
| 6     | Deutschland 0000Frank Luck 0000Sven Fischer 0000Ricco Gross 0000Mark Kirchner                  | +1:23,2 min    | 4            |
| 7     | Tschechien 0000Petr Garabík 0000Jiří Holubec 0000Ivan Masařík 0000Roman Dostál                 | +1:27,6 min    | 2            |
| 8     | Finnland 0000Ville Räikkönen 0000Vesa Hietelahti 0000Paavo Puurunen 0000Erkki Latvala          | +1:33,0 min    | 3            |

Datum: 6. Februar 1996

## Frauen

### Sprint 7,5 km
| Platz | Land        | Sportlerin                 | Zeit/Rückstand | Schießfehler |
| ----- | ----------- | -------------------------- | -------------- | ------------ |
| 01    | Russland    | Olga Romasko               | 022:30,5 min   | 0 (0-0)      |
| 02    | Norwegen    | Ann-Elen Skjelbreid        | 00+19,4 s00    | 1 (0-1)      |
| 03    | Schweden    | Magdalena Wallin           | 00+22,0 s00    | 0 (0-0)      |
| 04    | Russland    | Galina Kuklewa             | 00+22,6 s00    | 1 (1-0)      |
| 05    | Frankreich  | Corinne Niogret            | 00+43,0 s00    | 1 (0-1)      |
| 06    | Norwegen    | Hildegunn Mikkelsplass     | 00+45,6 s00    | 0 (0-0)      |
| 07    | Norwegen    | Liv Grete Skjelbreid       | 00+47,7 s00    | 1 (0-1)      |
| 08    | Norwegen    | Annette Sikveland          | 00+54,9 s00    | 2 (1-1)      |
| 09    | Frankreich  | Florence Baverel           | 00+56,3 s00    | 1 (0-1)      |
| 10    | Deutschland | Simone Greiner-Petter-Memm | 00+56,6 s00    | 2 (0-2)      |
| 11    | Deutschland | Petra Behle                | +1:02,0 min    | 2 (0-2)      |
|       |             |                            |                |              |
| 15    | Italien     | Nathalie Santer            | +1:17,3 min    | 2 (0-2)      |
|       |             |                            |                |              |
| 23    | Italien     | Petra Trocker              | +1:37,8 min    | 1 (1-0)      |
|       |             |                            |                |              |
| 31    | Deutschland | Katrin Apel                | +1:49,7 min    | 4 (1-3)      |
|       |             |                            |                |              |
| 35    | Deutschland | Uschi Disl                 | +2:04,7 min    | 3 (2-1)      |
|       |             |                            |                |              |
| 43    | Italien     | Siegrid Pallhuber          | +2:25,2 min    | 1 (0-1)      |
|       |             |                            |                |              |
| 52    | Osterreich  | Brigitte Weisleitner       | +3:00,4 min    | 1 (0-1)      |
| …     |             |                            |                |              |

Datum: 8. Februar 1996

### Einzel 15 km
| Platz | Land         | Sportlerin                 | Zeit/Rückstand [min] | Schießfehler |
| ----- | ------------ | -------------------------- | -------------------- | ------------ |
| 01    | Frankreich   | Emmanuelle Claret          | 0046:43,1            | 2 (1-0-0-1)  |
| 02    | Russland     | Olga Melnik                | 0+1:12,2             | 1 (0-1-0-0)  |
| 03    | Ukraine      | Olena Petrowa              | 0+1:32,6             | 1 (0-0-0-1)  |
| 04    | Italien      | Nathalie Santer            | 0+1:39,9             | 2 (0-1-0-1)  |
| 05    | Belarus 1995 | Swjatlana Paramyhina       | 0+2:01,3             | 1 (0-1-0-0)  |
| 06    | Bulgarien    | Iwa Karagiosowa            | 0+2:03,3             | 0 (0-0-0-0)  |
| 07    | Ukraine      | Alena Subrylawa            | 0+2:04,0             | 2 (1-1-0-0)  |
| 08    | Belarus 1995 | Natallja Ryschankowa       | 0+2:50,7             | 2 (0-1-1-0)  |
| 09    | Frankreich   | Anne Briand                | 0+3:13,2             | 4 (1-0-2-1)  |
| 10    | Deutschland  | Simone Greiner-Petter-Memm | 0+3:26,3             | 3 (0-0-2-1)  |
|       |              |                            |                      |              |
| 13    | Italien      | Petra Trocker              | 0+3:51,5             | 2 (0-1-1-0)  |
|       |              |                            |                      |              |
| 19    | Deutschland  | Petra Behle                | 0+4:52,4             | 5 (2-1-1-1)  |
|       |              |                            |                      |              |
| 27    | Deutschland  | Uschi Disl                 | 0+5:23,1             | 4 (1-1-1-1)  |
|       |              |                            |                      |              |
| 30    | Osterreich   | Brigitte Weisleitner       | 0+5:49,6             | 3 (0-2-0-1)  |
|       |              |                            |                      |              |
| 51    | Italien      | Siegrid Pallhuber          | 0+8:21,7             | 5 (1-2-0-2)  |
|       |              |                            |                      |              |
| 61    | Deutschland  | Martina Zellner            | +11:05,4             | 7 (1-1-2-3)  |
| …     |              |                            |                      |              |

Datum: 3. Februar 1996

### Staffel 4 × 7,5 km
| Platz | Land/Sportlerinnen                                                                                         | Zeit/Rückstand | Schießfehler        |
| ----- | --- | -------------- | ------------------- |
| 01    | Deutschland 0000Uschi Disl 0000Simone Greiner-Petter-Memm 0000Katrin Apel 0000Petra Behle                  | 1:33:59,8 h00  | 0-0                 |
| 02    | Frankreich 0000Corinne Niogret 0000Florence Baverel 0000Emmanuelle Claret 0000Anne Briand                  | 0+2:45,0 min   | 0-3 0-0 02 0-1      |
| 03    | Ukraine 0000Tetjana Wodopjanowa 0000Walentyna Zerbe 0000Olena Petrowa 0000Alena Subrylawa                  | 0+2:48,3 min   | 0-1 0-0 0-1         |
| 04    | Norwegen 0000Ann-Elen Skjelbreid 0000Annette Sikveland 0000Hildegunn Mikkelsplass 0000Liv Grete Skjelbreid | 0+2:58,3 min   | 1-0 0-0             |
| 05    | Russland 0000Olga Melnik 0000Galina Kuklewa 0000Olesja Tupilenko 0000Olga Romasko                          | 0+3:10,9 min   | 1-1 1-0 0-0 0-1 0-0 |
| 06    | Belarus 0000Natallja Ryschankowa 0000Natallja Permjakawa 0000Swjatlana Belan 0000Swjatlana Paramyhina      | 0+3:59,9 min   | 0-0                 |
| 07    | Tschechien 0000Kateřina Losmanová 0000Irena Česneková 0000Irena Tomšová 0000Eva Háková                     | 0+4:55,2 min   | 0-0                 |
| 08    | Finnland 0000Sanna-Leena Perunka 0000Mari Lampinen 0000Eija Salonen 0000Annukka Mallat                     | 0+5:10,8 min   | 0-0                 |
| 09    | Japan 0000Mami Shindō 0000Hiromi Suga 0000Sakiko Takefushi 0000Yukari Abe                                  | 0+5:25,9 min   | 0-0                 |
| 10    | Schweden 0000Susanne Hjert 0000Magdalena Forsberg 0000Kristina Brounéus 0000Maria Schylander               | 0+7:20,4 min   | 0-0                 |
|       | |                |                     |
| 15    | Italien 0000Siegrid Pallhuber 0000Nathalie Santer 0000Petra Trocker 0000Silvia Petris                      | 0+9:21,8 min   | 0-3 0-0 0-1 0-0 0-2 |
| …     | |                |                     |

Datum: 10. Februar 1996

### Mannschaft
| Platz | Land/Sportlerinnen                                                                                        | Zeit/Rückstand | Schießfehler |
| ----- | --- | -------------- | ------------ |
| 01    | Deutschland 0000Katrin Apel 0000Simone Greiner-Petter-Memm 0000Uschi Disl 0000Petra Behle                 | 023:23,6 min   | 2 0 1 0      |
| 02    | Ukraine 0000Nina Lemesch 0000Olena Petrowa 0000Tetjana Wodopjanowa 0000Alena Subrylawa                    | 00+59,1 s00    | 4 2 1 0      |
| 03    | Frankreich 0000Emmanuelle Claret 0000Anne Briand 0000Florence Baverel 0000Corinne Niogret                 | +1:02,3 min    | 3 0 2        |
| 04    | Belarus 0000Ljudmila Arlouskaja 0000Swjatlana Paramyhina 0000Natallja Ryschankowa 0000Natallja Permjakawa | +2:04,2 min    | 3 0 2 1      |
| 05    | USA 0000Deborah Nordyke 0000Stacey Wooley 0000Kristina Sabasteanski 0000Ntala Skinner                     | +2:08,4 min    | 3 1 0 2      |
| 06    | Slowakei 0000Soňa Mihoková 0000Anna Murínová 0000Jana Meiszinglerová 0000Martina Halinárová               | +2:30,6 min    | 3 0 1        |
| 07    | Tschechien 0000Eva Háková 0000Kateřina Holubcová 0000Hana Rychterová 0000Irena Česneková                  | +2:43,4 min    | 3 1 0 1      |
| 08    | Finnland 0000Sanna-Leena Perunka 0000Annukka Mallat 0000Katja Holanti 0000Eija Salonen                    | +2:45,8,min    | 3 0 1 2 0    |
| 09    | Schweden 0000Maria Schylander 0000Susanne Hjert 0000Kristina Brounéus 0000Magdalena Forsberg              | +3:42,2 min    | 0 1 3 1      |
| 10    | Russland 0000Julija Kondratjewa 0000Irina Mileschina 0000Galina Kuklewa 0000Olga Romasko                  | +3:42,3 min    | 8 1 3        |
| …     | |                |              |

Datum: 6. Februar 1996

## Medaillenspiegel
| Platz | Nation      | Gold | Silber | Bronze | Gesamt |
| ----- | ----------- | ---- | ------ | ------ | ------ |
| 1     | Russland    | 4    | 4      | 0      | 8      |
| 2     | Deutschland | 2    | 1      | 0      | 3      |
| 3     | Frankreich  | 1    | 1      | 1      | 3      |
| 4     | Belarus     | 1    | 0      | 2      | 3      |
| 5     | Ukraine     | 0    | 1      | 2      | 3      |
| 6     | Norwegen    | 0    | 1      | 0      | 1      |
| 7     | Italien     | 0    | 0      | 2      | 2      |
| 8     | Schweden    | 0    | 0      | 1      | 1      |

| Platz | Land         | Athlet              | Gold | Silber | Bronze | Gesamt |
| ----- | ------------ | ------------------- | ---- | ------ | ------ | ------ |
| 01    | Russland     | Wladimir Dratschow  | 2    | 2      | 0      | 2      |
| 02    | Russland     | Sergei Tarassow     | 2    | 0      | 0      | 2      |
| 03    | Russland     | Wiktor Maigurow     | 1    | 2      | 0      | 3      |
| 04    | Belarus 1995 | Wadsim Saschuryn    | 1    | 0      | 2      | 3      |
| 05    | Belarus 1995 | Aleh Ryschankou     | 1    | 0      | 1      | 2      |
| 05    | Belarus 1995 | Aljaksandr Papou    | 1    | 0      | 1      | 2      |
| 07    | Belarus 1995 | Pjotr Iwaschka      | 1    | 0      | 0      | 1      |
| 07    | Russland     | Alexei Kobelew      | 1    | 0      | 0      | 1      |
| 09    | Russland     | Pawel Muslimow      | 0    | 1      | 0      | 1      |
| 09    | Russland     | Sergei Roschkow     | 0    | 1      | 0      | 1      |
| 09    | Deutschland  | Ricco Groß          | 0    | 1      | 0      | 1      |
| 09    | Deutschland  | Peter Sendel        | 0    | 1      | 0      | 1      |
| 09    | Deutschland  | Frank Luck          | 0    | 1      | 0      | 1      |
| 09    | Deutschland  | Sven Fischer        | 0    | 1      | 0      | 1      |
| 15    | Italien      | René Cattarinussi   | 0    | 0      | 2      | 2      |
| 16    | Italien      | Pieralberto Carrara | 0    | 0      | 1      | 1      |
| 16    | Italien      | Patrick Favre       | 0    | 0      | 1      | 1      |
| 16    | Italien      | Hubert Leitgeb      | 0    | 0      | 1      | 1      |
| 16    | Belarus 1995 | Aljaxej Ajdarau     | 0    | 0      | 1      | 1      |

| Platz | Land        | Athletin                   | Gold | Silber | Bronze | Gesamt |
| ----- | ----------- | -------------------------- | ---- | ------ | ------ | ------ |
| 01    | Deutschland | Katrin Apel                | 2    | 0      | 0      | 2      |
| 01    | Deutschland | Simone Greiner-Petter-Memm | 2    | 0      | 0      | 2      |
| 01    | Deutschland | Petra Behle                | 2    | 0      | 0      | 2      |
| 01    | Deutschland | Uschi Disl                 | 2    | 0      | 0      | 2      |
| 05    | Frankreich  | Emmanuelle Claret          | 1    | 1      | 1      | 3      |
| 06    | Russland    | Olga Romasko               | 1    | 0      | 0      | 1      |
| 07    | Ukraine     | Olena Petrowa              | 0    | 1      | 2      | 3      |
| 08    | Ukraine     | Tetjana Wodopjanowa        | 0    | 1      | 1      | 2      |
| 08    | Ukraine     | Alena Subrylawa            | 0    | 1      | 1      | 2      |
| 08    | Frankreich  | Corinne Niogret            | 0    | 1      | 1      | 2      |
| 08    | Frankreich  | Florence Baverel           | 0    | 1      | 1      | 2      |
| 08    | Frankreich  | Anne Briand                | 0    | 1      | 1      | 2      |
| 13    | Norwegen    | Ann-Elen Skjelbreid        | 0    | 1      | 0      | 1      |
| 13    | Russland    | Olga Melnik                | 0    | 1      | 0      | 1      |
| 15    | Schweden    | Magdalena Wallin           | 0    | 0      | 1      | 1      |
| 15    | Ukraine     | Walentyna Zerbe            | 0    | 0      | 1      | 1      |